# From Here to Now to You
From Here to Now to You è il sesto album discografico in studio del cantautore statunitense Jack Johnson, pubblicato nel 2013.

## Il disco
L'album è stato pubblicato nel settembre 2013 da Republic Records e Brushfire.
Il primo singolo estratto è stato il brano I Got You, pubblicato nel giugno 2013 e seguito da altri due pezzi diffusi come singoli: Radiate (settembre 2013) e Shot Reverse Shot (dicembre 2013).
Riguardo alle vendite, il disco ha debuttato direttamente al primo posto della classifica statunitense Billboard 200 e ha avuto un ottimo successo anche in Europa, Canada, Giappone, Nuova Zelanda e Australia.

## Tracce
1. I Got You – 2:59
2. Washing Dishes – 3:26
3. Shot Reverse Shot – 3:10
4. Never Fade – 4:02
5. Tape Deck – 3:21
6. Don't Believe a Thing I Say – 3:14
7. As I Was Saying – 3:45
8. You Remind Me of You – 2:24
9. Radiate – 4:15
10. Ones and Zeros – 4:27
11. Change – 3:14
12. Home – 3:01

## Formazione
- Jack Johnson - voce, chitarra, ukulele, percussioni
- Adam Topol - batteria, percussioni
- Merlo Podlewski - basso, piano, chitarra, vibes
- Zach Gill - piano, wurlitzer, vibes, glockenspiel, altri strumenti
- Ben Harper - voce, chitarra in Change

## Classifiche
| Classifica (2013) | Posizione raggiunta |
| ----------------- | ------------------- |
| Austria           | 5                   |
| Australia         | 3                   |
| Canada            | 1                   |
| Francia           | 6                   |
| Germania          | 9                   |
| Italia            | 17                  |
| Olanda            | 8                   |
| Giappone          | 16                  |
| Nuova Zelanda     | 3                   |
| Spagna            | 21                  |
| Regno Unito       | 7                   |
| Stati Uniti       | 1                   |